# Clásico del Sur
La rivalité entre le CA Banfield et le CA Lanús, se réfère à l'antagonisme entre deux des principaux clubs de football du Grand Buenos Aires, en Argentine. Le CA Banfield se situe à Banfield dans le partido de Lomas de Zamora et le CA Lanús se situe dans la ville et le partido du même nom. Ces deux clubs étant basés dans des arrondissements situés au sud / sud-est de la mégalopole de Buenos Aires, leurs confrontations portent le nom de Clásico del Sur (français : Classique du Sud).

## Histoire
Le CA Banfield voit le jour en 1896 et le CA Lanús en 1915. Banfield évolue au stade Florencio Sola et Lanús évolue au stade Ciudad de Lanús - Néstor Díaz Pérez communément appelé la Fortaleza. (français : la forteresse).

### Origines de la rivalité
De leur date de création jusqu'aux années 1980, les oppositions entre les deux équipes ont eu lieu dans une ambiance amicale. Depuis, le Clásico del Sur est régi par une rivalité de prestige et est considéré comme le deuxième derby de la région après le Clásico de Avellaneda au cours duquel s'affrontent le CA Independiente et le Racing Club Asociación Civil.

## Confrontations

### Historique des rencontres
Le premier Clásico del Sur a lieu le 7 avril 1918, durant l'ère amateure, et se conclut par une victoire écrasante 4 buts à 0 de Lanús.
En septembre 2023, les deux clubs se sont affrontés à 129 reprises toutes compétitions confondues, avec un bilan de 52 victoires pour Banfield, de 40 victoires pour Lanús et de 37 matchs nuls.